# Michael Andrei
Michael Andrei est un joueur allemand de volley-ball né le 6 août 1985 à Constanţa (Roumanie). Il mesure 2,10 m et joue central. Il totalise 2 sélections en équipe d'Allemagne.

## Clubs
| Club                    | De        | À         |
| ----------------------- | --------- | --------- |
| VC Strassen             | 2005-2006 | 2005-2006 |
| Dürener Turnverein 1847 | 2006-2007 | 2008-2009 |
| TSV Giesen/Hildesheim   | 2009-2010 | 2010-2011 |
| VC Gotha                | 2011-2012 | 2011-2012 |
| Saint-Nazaire VBA       | 2012-2013 | 2013-2014 |
| Topvolley Anvers        | 2014-2015 | 2014-2015 |
| Gazélec Ajaccio         | 2015-2016 | 2015-2016 |
| Dürener Turnverein 1847 | 2016-2017 | ...       |

## Palmarès
- Championnat d'Allemagne :
  - Finaliste: 2007
- Coupe d'Allemagne :
  - Finaliste : 2008
- Coupe de France :
  - Vainqueur : 2016